# Pozo de Arena
Pozo de Arena är en ort i Mexiko.   Den ligger i kommunen Ignacio de la Llave och delstaten Veracruz, i den sydöstra delen av landet, 300 km öster om huvudstaden Mexico City. Pozo de Arena ligger 9 meter över havet och antalet invånare är 264.
Terrängen runt Pozo de Arena är mycket platt. Runt Pozo de Arena är det glesbefolkat, med 12 invånare per kvadratkilometer. Omgivningarna runt Pozo de Arena är en mosaik av jordbruksmark och naturlig växtlighet.